# Canónigo Gorriti
Canónigo Gorriti é uma localidade do Partido de Adolfo Alsina na Província de Buenos Aires, na Argentina.